# Михайлова, Дарья Алексеевна
Дарья Алексеевна Миха́йлова (род. 1 сентября 1991 года в Красноярске) — российская профессиональная бильярдистка, мастер спорта международного класса. Является одним из наиболее успешных игроков в русский бильярд среди женщин в последние годы.

## Биография и карьера
Родилась в Красноярске, училась в одной из местных школ. В 14 лет стала победительницей «взрослого» Кубка Сибири в свободную пирамиду среди женщин. В 2008 году (в 16 лет) дошла до полуфинала юниорского чемпионата Европы.
«Прорывным» в профессиональной карьере Михайловой стал 2012 год, в котором она в течение одного месяца (июнь) выиграла престижный «Кубок Лонгони», а также чемпионат России и чемпионат Сибирского федерального округа (все три турнира — в особенно популярную в те годы динамичную пирамиду). Кроме того, в октябре 2012 она стала бронзовой призёркой чемпионата мира в свободной пирамиде.
В 2014 году россиянка победила ещё на одном крупном международном турнире — «Prince Open New», а также достигла полуфинала чемпионата Европы в свободной пирамиде.
В 2018 году Дарья Михайлова очень успешно сыграла на ряде больших турниров — во второй раз в карьере стала чемпионкой России (в американку), заняла второе место в финальной части Кубка мира и на чемпионате России в комбинированной пирамиде, а также дошла до полуфиналов чемпионата мира, кубка Мэры Москвы (американка) и турнира памяти первого Президента Федерации бильярдного спорта Кемеровской области (комбинированная пирамида). Примечательно, что последнее из перечисленных соревнований было открытым — то есть не «женской» категории, и в нём принимало участие множество известных профессионалов-мужчин. 
Вместе с тем не менее успешным (если не более) для Дарьи оказался и следующий год: в 2019 она впервые выиграла женский чемпионат мира, в финале победив Диану Миронову в комбинированной пирамиде со счётом 4:3, и вновь показала достаточно достойный результат на одном из открытых коммерческих турниров, будучи «в компании» крепких бильярдистов-профессионалов. Кроме того, в том же году Дарья, в частности, стала финалисткой чемпионата России в свободной пирамиде и полуфиналисткой Кубка Кремля в той же дисциплине.
Помимо своих наиболее значимых спортивных достижений, Дарья Михайлова является многократной победительницей чемпионатов Сибирской федерального округа среди женщин в различных дисциплинах и иногда небезуспешно принимает участие в турнирах по пулу.

## Наиболее значимые достижения в карьере
- Чемпионка мира (комбинированная пирамида) — 2019
- Чемпионка России — 2012 (динамичная пирамида), 2018, 2020 (свободная пирамида)
- Чемпионка «Кубка Лонгони» (динамичная пирамида) — 2012
- Чемпионка турнира «Prince Open New» (свободная пирамида) — 2014
- Финалистка чемпионата России — 2014 (динамичная пирамида), 2018 (комбинированная пирамида), 2019 (свободная пирамида)
- Финалистка Кубка мира (свободная пирамида) — 2018